# Szkoła czarownic
Szkoła czarownic (język oryg. The Craft) – film fabularny (horror fantasy) produkcji amerykańskiej z 1996 roku.

## Fabuła
Siedemnastoletnia Sarah przeprowadza się z ojcem i z macochą do Los Angeles. W katolickim liceum zaprzyjaźnia się z Nancy, Bonnie i Rochelle, które, podobnie jak ona, trzymają się na uboczu szkolnej społeczności. Z powodu swego zainteresowania ezoteryką nastolatki nazywane są „czarownicami z Eastwick”. Okazuje się, że również Sarah ma nadprzyrodzone zdolności. Z jej pomocą udaje im się przywołać swego rodzaju bóstwa o imieniu Manon. Obdarza on każdą z dziewczyn pewną wartością. Sarah otrzymuje miłość Chrisa, jej kolegi z klasy, Bonnie urodę, Rochelle ma szansę zemścić się na jednej z uczennic, natomiast Nancy posiada ogromną moc. Niebawem za jej sprawą zaczynają ginąć ludzie, a Sarah zmuszona walczyć w pojedynkę przeciw jej niedawnym przyjaciółkom przywołuje do siebie Manona.

## Obsada
- Assumpta Serna jako Lirio
- Breckin Meyer jako Mitt
- Brenda Strong jako doktor
- Christine Taylor jako Laura Lizzie
- Cliff De Young jako pan Bailey
- Fairuza Balk jako Nancy Downs
- Helen Shaver jako Grace Downs
- Nathaniel Marston jako Trey
- Neve Campbell jako Bonnie
- Rachel True jako Rochelle
- Robin Tunney jako Sarah Bailey
- Skeet Ulrich jako Chris Hooker